# خماسي فلوريد الفسفور
خماسي فلوريد الفوسفور هو مركب كيميائي ينتمي إلى هاليدات الفوسفور، صيغته PF5، ويوجد على شكل غاز عديم اللون.

## التحضير
يمكن أن يحضر المركب من تفاعل خماسي كلوريد الفوسفور مع ثلاثي فلوريد الزرنيخ:
{\displaystyle \mathrm {3\ PCl_{5}\ +\ 5\ AsF_{3}\ \longrightarrow \ 3\ PF_{5}\ \uparrow \ +\ 5\ AsCl_{3}} }

## الخواص
يوجد المركب في الشروط القياسية على شكل غاز عديم اللون، ويكون للفوسفور في هذا المركب في حالة أكسدة مقدارها +5،
وله بنية جزيئية هرمية مزدوجة ثلاثية، تحتل فيها ثلاث روابط المستوى الأفقي، وتسمى روابط استوائية، في حين الرابطتين المتبقيتين تكونان عموديتان على المستوى الأفقي، وتسمى روابط محورية. يكون طول الرابطة P−F في الروابط الاستوائية (153 بيكومتر) أقصر منها في المحورية (158 بيكومتر).
يتحلل خماسي فلوريد الفوسفور عند التتماس مع الماء بتفاعل حلمهة ليعطي حمض الهيدروفلوريك وحمض الفوسفوريك:
{\displaystyle \mathrm {PF_{5}\ +\ 4\ H_{2}O\ \longrightarrow \ 5\ HF\ +\ H_{3}PO_{4}} }

## الاستخدامات
يستخدم المركب في الكيمياء العضوية الفلزية لتحضير المعقدات التناسقية، حيث يدخل المركب ربيطة ثنائية السن.